# Drapeau des Îles Salomon
Le drapeau des Îles Salomon est adopté le 18 novembre 1977.
Les cinq étoiles blanches représentent au départ les cinq districts administratifs de l'archipel.
Lorsqu'ils sont portés à sept districts, la symbolique des étoiles est modifiée. Elle représente désormais les cinq groupes d'îles principaux.
Certains auteurs voient aussi, dans ces cinq étoiles, une image de la croix du Sud.
- Le bleu symbolise l'océan Pacifique.

- Le vert est la couleur nationale, celle de la végétation, et représente le pays.

- Quant à la ligne jaune qui coupe le drapeau en diagonale, elle symbolise le soleil qui brille sur l'archipel.

## Pavillons

1:2  Pavillon civil.
1:2  Pavillon d'État.
1:2  Pavillon de guerre.